# ایسماکایوو
ایسماکایوو (انگلیسی: Ismakayevo) یک شهرک در شهرستان بلورتسکی باشقیرستان کشور روسیه است.